# برایتون ۸۸۴۹
سیارک ۸۸۴۹ (به انگلیسی: 8849 Brighton، نامگذاری:1990VZ4) هشت هزار و هشتصد و چهل و نهمین سیارک کشف شده‌است که در ۱۵ نوامبر ۱۹۹۰ کشف شد.
قدر مطلق سیارک برابر ۲۹.۵ است.